# Dadao
Il dàdāo (大刀T, 大刀S) è una variante della sciabola cinese (dao) sviluppatasi al tempo della Dinastia Song (960-1279) e concettualmente simile alla coltella a due mani europea.

## Storia
Arma di origine medievale, sviluppata in un generale contesto d'evoluzione dell'arte bellica sinica improntato all'utilizzo di armi "d'impatto", il dada venne poco usato nei secoli successivi, finendo con il venir associato principalmente alle milizie civili (più avanti, milizie rivoluzionarie). Non essendo una spada particolarmente sofisticata, la sua efficacia si basa sul peso e il bilanciamento che la rendono particolarmente adatta per il combattimento ravvicinato di truppe non addestrate, infatti anticamente veniva data ai soldati di leva. Fu utilizzata almeno fino alla seconda guerra sino-giapponese del 1937. Ancora oggi questa spada viene utilizzata in diversi stili di Wushu e nel Cailifo.

## Descrizione
La lama (di solito in acciaio) è simile a quella del dao, ma più lunga, fra i 60 e i 90 centimetri e termina con una punta non molto dissimile da quella della scimitarra. Nelle arti marziali cinesi è considerata un'arma ad "una mano e mezzo" poiché si utilizza sia ad una mano che a due. Solitamente viene costruita per essere usata a due mani poiché la lama, essendo in acciaio, è molto pesante.